# Capharnaüm (film)
Pour les articles homonymes, voir Capharnaüm (homonymie).
Pour plus de détails, voir Fiche technique et Distribution.
Capharnaüm est un film dramatique libanais écrit par Nadine Labaki, Jihad Hojaily et Michelle Keserwany avec la participation de Khaled Mouzanar et Georges Khabbaz. Ce film réalisé par Nadine Labaki et produit par Khaled Mouzanar est sorti en 2018. 
Le film est en sélection officielle au Festival de Cannes 2018. Trois fois primé, il reçoit le prix du jury, le prix du jury œcuménique et le prix de la citoyenneté. Capharnaüm est ensuite sélectionné pour représenter le Liban à l'Oscar du meilleur film en langue étrangère.

## Synopsis
Dans un quartier pauvre de Beyrouth, Zain vit entre sa famille à problème et de petits trafics dans les rues. Entouré de sept frères et sœurs, il pense avoir 12 ans. Ses parents violents ne lui ont jamais demandé de carte d'identité et il ne peut empêcher que l’une de ses sœurs de 11 ans Sahar soit vendue à un marchand de fruits et légumes pour deux poulets. 
Exaspéré, il quitte le domicile parental et trouve refuge chez Rahil une femme de ménage éthiopienne clandestine. Zain devient le baby-sitter de son fils d'un an, Yonas. Lorsque Rahil ne revient pas du travail un jour pour des problèmes de papiers, il est obligé de se débrouiller seul avec le petit. Tandis que la mère est retenue en prison, il rencontre Maysoun, une fillette qui lui apprend qu’elle projette de quitter le Liban pour aller en Suède grâce à la complicité d’Aspro, tenancier peu scrupuleux d'une boutique des souks du centre-ville. Celui-ci informe Zain qu’il peut faire de même pour lui à condition de lui céder le petit - ce qu’il accepte de faire à contrecœur - et de lui fournir un papier officiel de naissance. 
Il retourne alors chez ses parents pour tenter d’en trouver un. Sans rien de valable, il se fait rabrouer notamment par son père qui finit par l’insulter. Par ailleurs, il apprend que sa sœur Sahar qui a été mariée est morte enceinte de trois mois peu après. Furieux, Zain quitte une nouvelle fois et sans plus attendre ses parents en emportant un couteau pour régler ses comptes au mari de sa sœur décédée.  
Plus tard, il est interpellé, jugé et mis en prison pour cinq ans. Un jour, sa mère lui rend visite et lui apprend qu’elle attend à nouveau un enfant qu’elle pense appeler du même prénom que sa sœur, s'il s'agit d'une fille. Dégoûté par son manque de remords, il contacte les médias leur disant qu'il n’en peut plus des parents qui négligent leurs enfants et envisage de poursuivre les siens. Lorsque le juge lui demande ce qu'il souhaite, il répond : « Je veux qu'ils arrêtent d'avoir des enfants ». Zain révèle également qu'Aspro revend illégalement des gamins à des familles. La maison d'Aspro est vidée et enfants et parents sont à nouveau réunis, notamment Yonas et Rahil.
Une photo de Zain est prise pour l’établissement de son passeport. Le visage morne, le photographe lui signifie que  « C'est pour une carte d'identité, et non pour un certificat de décès », et Zain parvient à sourire.

## Fiche technique
- Titre original : كفرناحوم
- Titre français : Capharnaüm
- Réalisation : Nadine Labaki
- Scénario : Nadine Labaki, Jihad Hojaily, Michelle Keserwany
- Musique : Khaled Mouzanar
- Photographie : Christopher Aoun
- Montage : Konstantin Bock
- Son : Chadi Roukoz
- Production : Michel Merkt et Khaled Mouzanar
- Sociétés de production : Mooz Films, en association avec Cedrus Invest Bank, Doha Film Institute, KNM Films, Boo Pictures, The Bridge Production, Louverture Films, Open City Films, Les Films des Tournelles, et Clandestino Films, et avec la participation de Sunnyland Film
- Sociétés de distribution : Alamode Film (Allemagne), Caramel Films (Espagne), Cinéart (Pays-Bas), Gaumont Distribution (France), Kino Films (Japon)
- Pays d'origine :  Liban /  France /  États-Unis
- Langues originales : arabe (langue principale) et amharique (quelques répliques)
- Format : couleur - 2,35:1
- Genre : drame
- Durée : 123 minutes
- Dates de sortie : 
  - France : 17 mai 2018 (Festival de Cannes 2018) ; 17 octobre 2018 (sortie nationale)
  - Liban : 20 septembre 2018

## Distribution
- Zain al-Rafeea (VF : Noé Sarfati) : Zain, le garçon des rues
- Yordanos Shifera (VF : Rose Martine) : Rahil, la clandestine éthiopienne, mère de Yonas
- Fadi Kamel Youssef (VF : Michel Vuillermoz) : Selim, le père de Zain
- Kawtar al Haddad (VF : Sandy Ouvrier) : Souad, la mère de Zain
- Cedra Izzam (VF : Lévanah Solomon) : Sahar, la sœur aînée de Zain
- Boluwatife Treasure Bankole : Yonas, le bébé de Rahil
- Alaa Chouchniye (VF : Félicien Juttner) : Aspro, le trafiquant
- Nour el Husseini (VF : Sipan Mouradian) : Assaad
- Nadine Labaki (VF : elle-même)  : Nadine, l'avocate
- Joseph Jimbazian : Harout, dit « Cafardman »

## Production

### Genèse
Nadine Labaki déclare que l'origine du film est liée au « désir de  braquer des projecteurs sur l'envers du décor de Beyrouth, et de toutes les grandes villes ».

### Choix des interprètes
La réalisatrice a choisi des acteurs non professionnels pour la plupart d'entre eux, comme c'était déjà le cas dans son précédent film, Et maintenant, on va où ?. L'acteur qui joue le garçon de 12 ans, Zain Al-Rafeea, est un réfugié syrien arrivé au Liban à l'âge de 7 ans et « pour tous les commentateurs une révélation. L’Orient-Le Jour va jusqu’à le comparer au Jean-Pierre Léaud des Quatre Cents Coups ». L'actrice qui incarne la mère éthiopienne, Yordanos Shiferaw, est elle-même une immigrée sans-papiers ; elle a été arrêtée puis relâchée pendant le tournage, comme c'est le cas pour le personnage de Rahil dans le scénario du film. « Entièrement porté par un casting de sans-papiers, le film mêle réalité et fiction ».

## Accueil

### Festival de Cannes
Lors de sa présentation au festival de Cannes, le film reçoit une ovation à l'issue de sa projection. La présidente du jury Cate Blanchett apparaît alors très émue,.

### Accueil critique
Le film fait l'objet de critiques très contrastées.
Du côté des critiques positives, Christophe Carrière de L'Express, estime que le film est "prenant, haletant même, un poil surligné par la musique, mais (...) fort, concernant et romanesque." Khadija Moussou, dans Elle, y voit un film "sans retenue, sans pudeur" qui "montre l’enfance abîmée", "dénonce les failles d’une société qui oublie d’être humaine" et "pointe du doigt les dégâts occasionnés par la guerre en Syrie". Stéphanie Belpêche dans Le Journal du Dimanche trouve que Capharnaüm est "une histoire d’une puissance émotionnelle rare, même si parfois un peu démonstrative". Laurent Bouhnik, pour L'Obs, rapproche le film de Los Olvidados de Luis Buñuel. Thomas Sotinel, pour Le Monde, décèle des emprunts aux Misérables de Victor Hugo dans la manière dont Nadine Labaki « met en scène le dénuement et ses effets sur l’humanité de ceux qu’il frappe » ; comme le romancier du XIXe siècle, elle a la volonté de « rendre les miséreux au genre humain par le biais de la fiction ». La presse libanaise fait l’éloge de la puissance et la charge romanesque de ce tableau des oubliés des bas-fonds de Beyrouth, y compris sous la plume de critiques de renom. Ce qui n’a pas empêché quelques tribunes cinglantes, reprochant à Nadine Labaki d’en rester à l’émotion et de ne pas dénoncer les coupables de la misère des personnages.
Certaines critiques sont en effet plus mitigées à propos du film. Dans Paris Match, Yannick Vely questionne : "Faut-il mettre en scène la misère pour alerter les consciences ?". Il note que le film a "divisé la Croisette sur les armes cinématographiques utilisées par la réalisatrice (...). À plusieurs reprises, elle place le curseur de l’émotion tout en haut, sans se soucier de la vraisemblance des situations." et estime que "la construction du récit manque de rigueur". Il décrit généralement le film comme "un mélodrame efficace mais aux intentions surlignées". Alexandre Janowiak, dans Ecran Large, pense que Capharnaüm "jouit d'une véritable énergie grâce à sa mise en scène brute et son jeune comédien déterminé" mais déplore que le film "tombe au fur et à mesure dans un misérabilisme larmoyant qui balaie toutes ses bonnes intentions humanistes voire les remet en question".
Parmi les critiques négatives, Olivier De Bruyn, dans Positif, estime que la réalisatrice "démonstrative et jamais économe de ses effets, (...) traite avec maladresse un sujet qui s'accommode mal de l'emphase et de l'insistance mélodramatique". Anne Diatkine, pour Libération, considère que Capharnaüm "bourré d’effets, (...) peine à convaincre". Elle dénonce un film qui ne fait qu'effleurer son sujet et manque de nuance : "Nadine Labaki ne contextualise aucun élément, les parents odieux et misérables sont saisis comme des prototypes sans jamais accéder au statut d’individus un tant soit peu nuancés. De même, le quartier périphérique où ils vivent pourrait être celui de n’importe quelle ville au développement anarchique. (...) Zain rencontre dans le souk une autre enfant mendiante, qui vend des gerbes dans un cimetière, c'est rentable, explique-t-elle. Cette mini-relation n'est qu'effleurée". Elle critique également un film dont le "maniérisme s'interpose entre les spectateurs et les acteurs" mais note tout de même : "[Capharnaüm] sort aujourd'hui dans une version légèrement différente avec dix minutes de flash-back coupées, et un trop-plein de musique ponctuellement allégé. Ce n'est sans doute pas plus mal, tant les effets à l'excès peuvent ici heurter et participer d'une trop classique esthétisation de la misère". Marcos Uzal regrette également que le film n'analyse pas les causes de la misère des personnages, « évacuant toute possibilité d’entrapercevoir la généalogie de ces malheurs ». Pour Christophe Carrière dans Première, "La barre est un peu haute pour la réalisatrice qui n’évite pas toujours la sensiblerie et un esthétisme déplacé". Sophie Avon, dans Sud Ouest, dénonce "une (...) insistance dans le pathos". Julien Dugois, sur aVoir-aLire, écrit : "Énième mélodrame urbain dénonçant la détresse des enfants dans les bidonvilles de notre globe, le film de Nabine Labaki confond emphase et empathie, avec une lourdeur qui est celle des ratés du genre".
Certaines critiques sont assassines. Pour Cyril Béghin, dans les Cahiers du Cinéma, "l’épaisseur misérabiliste confine vite au poverty porn". Bruno Deruisseau dans Les Inrockuptibles, considère que Capharnaüm est "une spectacularisation de la misère dont les gros(siers) moyens ont rarement semblé aussi peu en adéquation avec l’aspect sociopolitique dont le film tend à se vêtir". Selon Jacques Morice de Télérama, "Capharnaüm baigne dans une eau bien trop crapoteuse pour échapper à la vieille complaisance du misérabilisme". La rédaction du Figaro résume : "réalisé à la truelle, ce mélo d'une lourdeur agaçante n'épargne aucun sujet misérabiliste : immigration, pauvreté, injustice sociale, enfants maltraités et abandonnés à leur sort, condition des femmes et des filles, on en passe".

## Distinctions

### Récompenses
- Festival de Cannes 2018 : Prix du Jury, Prix du jury œcuménique et Prix de la Citoyenneté (nouveau prix)

### Sélections et nominations
- Festival de Cannes 2018 : sélection officielle
- Golden Globes 2019 : Meilleur film en langue étrangère
- 24e cérémonie des Lumières : nomination au Prix Lumières du meilleur film francophone
- César 2019 : meilleur film étranger
- Oscars 2019 : meilleur film en langue étrangère